# Parazaona bucheri
Parazaona bucheri är en spindeldjursart som beskrevs av Beier 1967. Parazaona bucheri ingår i släktet Parazaona och familjen blindklokrypare. Inga underarter finns listade i Catalogue of Life.